# Royal Bhutan Army
Il Royal Bhutan Army (in dzongkha: བསྟན་སྲུང་དམག་སྡེ་; wylie: bstan-srung dmag-sde), o RBA, è una branca delle forze armate del Regno del Bhutan responsabile del mantenimento dell'integrità territoriale del paese e della sovranità contro le minacce alla sicurezza. Il re del Bhutan è il comandante supremo in capo del RBA. Il Chief Operations Officer è il Goonglon Gongma (tn. gen.) Batoo Tshering.
Il RBA include il Royal Bhutan Army Air Wing, la sua componente aerea, e le Royal Body Guards, corpo d'élite che pur essendo formalmente parte dell'esercito mantiene un'autonomia tale da considerarla forza armata a sé, che ha tra gli incarichi quello di proteggere il re, la famiglia reale ed altri ufficiali.
Il servizio militare non è obbligatorio, ma per le famiglie bhutanesi è usanza avere almeno un figlio nell'esercito. Inoltre, la milizia può essere reclutata durante le emergenze. Di tanto in tanto può essere chiamata a fornire assistenza alla Royal Bhutan Police (RBP) nel mantenimento dell'ordine pubblico.

## Storia

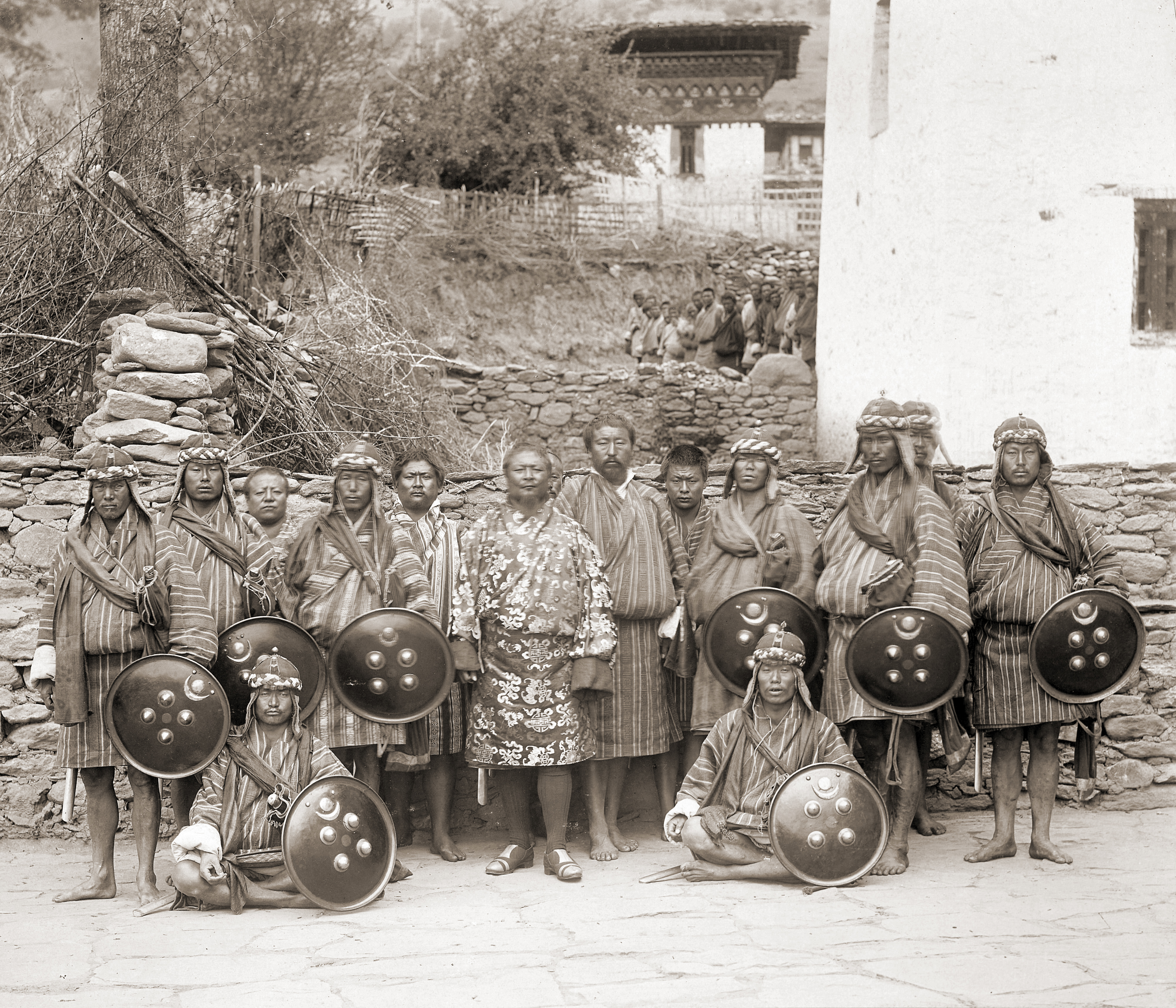
Il primo re del Bhutan Gongsar Ugyen Wangchuck con la sua guardia reale nel 1905, prima della formazione del RBA

Con intenso sostegno dall'India, il RBA venne formato negli anni '50 in risposta all'acquisizione cinese e alle successive azioni dell'Esercito Popolare di Liberazione in Tibet. Nel 1958, il governo reale introdusse un sistema di coscrizione e piani per un esercito permanente di 2.500 soldati. Il governo indiano aveva inoltre ripetutamente sollecitato e fatto pressioni sul Bhutan affinché mettesse fine alla sua neutralità o politica isolazionista e accettasse l'assistenza economica e militare indiana. Ciò perché l'India considerava il Bhutan uno dei settori più vulnerabili nel suo sistema di difesa strategica nei confronti della Cina. Quando il Bhutan accettò l'offerta indiana, l'esercito indiano divenne responsabile dell'addestramento e dell'equipaggiamento del RBA. Nel 1968 il RBA era composto da 4.850 soldati; nel 1990 questa cifra era salita a 6.000. A seguito degli aumenti dopo un'operazione anti-militante nel 2003, l'RBA ha raggiunto il picco di oltre 9000 nel 2007 prima di essere ridotto a 8.000 nel 2008. Gli ufficiali bhutanesi sono stati schierati presso l'UNDOF come ufficiali di stato maggiore nel 2015.

## Relazioni con le forze armate indiane
L'Esercito Indiano mantiene una missione di addestramento in Bhutan, nota come Indian Military Training Team (IMTRAT), responsabile dell'addestramento del personale del RBA e delle RBG. Tutti gli ufficiali RBA e RBG sono addestrati presso gli istituti di addestramento per ufficiali dell'esercito indiano, vale a dire la National Defense Academy (NDA) a Pune e l'Accademia militare indiana (IMA) a Dehradun.
Il progetto DANTAK della Border Roads Organization, una suddivisione del Indian Army Corps of Engineers, opera in Bhutan dal maggio 1961. Da allora il progetto DANTAK è stato responsabile della costruzione e della manutenzione di oltre 1.500 km di strade e ponti, dell'Aeroporto di Paro e dell'Aeroporto di Yonphula (aggiornato nel 2018, con voli civili di linea fissa), di eliporti e di altre infrastrutture. Sebbene soddisfino le esigenze strategiche di difesa dell'India, rappresentano anche un evidente vantaggio economico per il popolo del Bhutan.

### L'aviazione dell'esercito
Il Royal Bhutan Army fa affidamento sull'Eastern Air Command dell'Aeronautica militare indiana per l'assistenza di evacuazione medica aerea. Gli elicotteri dell'Aeronautica militare indiana evacuarono le vittime del RBA in India per il trattamento durante l'operazione All Clear nel 2003.

## Operazione All Clear (2003)
All'inizio degli anni '90, i gruppi separatisti indiani Fronte di liberazione unito dell'Assam (ULFA), Fronte democratico nazionale del Bodoland (NDFB) e Organizzazione di liberazione del Kamtapur (KLO) avevano iniziato a creare clandestinamente campi nelle dense giungle meridionali del Bhutan. Questi campi venivano usati per addestrare gruppi, conservare l'equipaggiamento e lanciare attacchi contro obiettivi in India. Il governo bhutanese venne a conoscenza della loro presenza nel 1996 e dal 1997 la questione venne regolarmente discussa in seno all'Assemblea nazionale. Il governo dell'India iniziò a esercitare pressioni diplomatiche sul Governo reale per rimuovere la presenza militante e si offrì di condurre operazioni militari congiunte con il Bhutan contro i militanti. Il Governo reale, preferendo una soluzione pacifica, rifiutò l'offerta e avviò invece il dialogo con i gruppi militanti nel 1998. Nel dicembre 2003 i negoziati non avevano prodotto alcun accordo e il governo reale, incapace di tollerare ancora la presenza dei gruppi, emise un ultimatum di 48 ore il 13 dicembre. Il 15 dicembre il RBA avviò operazioni militari contro i gruppi militanti.

### Le operazioni di combattimento
Sotto la guida di Sua Maestà il 4º Re, RBA e RBG, con una forza totale di 6.000 uomini, attaccarono circa 3000 militanti sparsi in 30 campi. Al 27 dicembre 2003 tutti e 30 i campi erano stati conquistati. Inoltre, l'RBA aveva sequestrato "più di 500 fucili d'assalto AK 47/56 e 500 altre armi assortite tra cui lanciarazzi e mortai, insieme ad altri 100.000 proiettili di munizioni. Venne trovato anche un cannone antiaereo nel sito del QG dell'ULFA."
Entro il 3 gennaio 2004 tutti e 30 i campi (ULFA-14, NDFB-11, KLO-5) e altri 35 posti di osservazione vennero distrutti e i militanti vennero trasferiti. In totale vennero uccisi o catturati 485 militanti ULFA, NDFB e KLO; quelli catturati insieme alle armi e alle munizioni sequestrate vennero consegnati al governo dell'India. I non combattenti catturati vennero consegnati alle autorità civili dell'Assam. Il RBA subì 11 soldati uccisi in azione e 35 feriti in azione.

## Personale

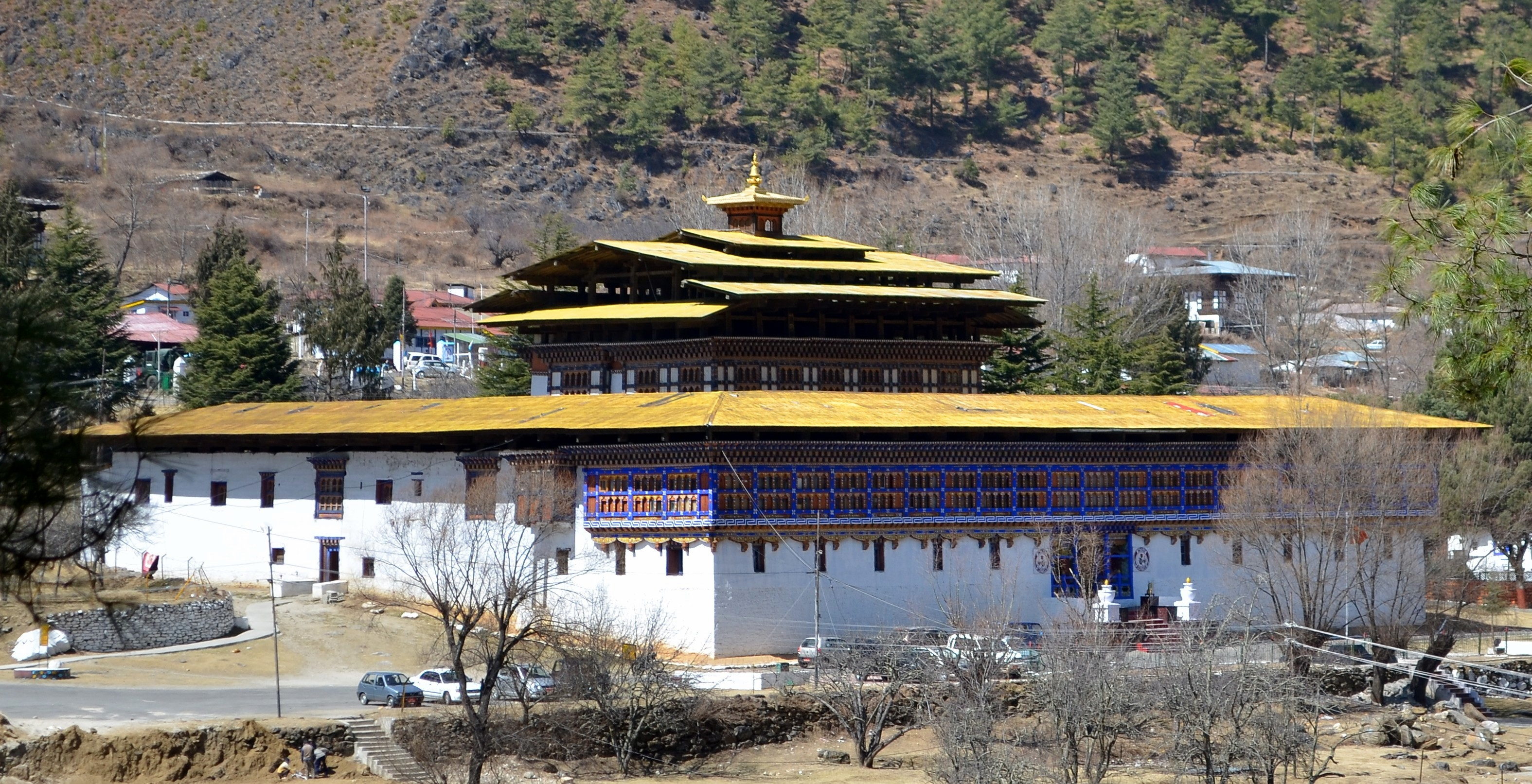
Il complesso Dzong di Haa ospita gli ufficiali dell'IMTRAT.

A partire dal 2008, il RBA contava 8.000 uomini in servizio attivo. Ciò fa seguito a un'iniziativa introdotta nel 2005 dal governo reale del Bhutan per ridurre la forza del RBA aumentando al contempo l'addestramento della milizia della popolazione bhutanese.

### L'Army Welfare Project
L'Army Welfare Project (AWP) è un'impresa commerciale del RBA fondata nel 1974 per fornire benefici al personale RBA e RBG in pensione sotto forma di occupazione, pensioni e prestiti. L'AWP produce bevande alcoliche in due distillerie situate a Gelephu e a Samtse.

## Equipaggiamento
Il RBA è una forza di fanteria mobile leggermente armata di armi in gran parte fornite dall'India.

### Pistole
- Browning HP

### Fucili
- INSAS[27]
- AK-104
- AK-101
- Heckler & Koch G3
- FN FAL
- L1A1
- M16A2

### Armi di supporto della fanteria
- L16 81mm

### Veicoli corazzati
- BTR-60[28]

### Mezzi Aerei
Sezione aggiornata annualmente in base al World Air Force di Flightglobal del corrente anno. Tale dossier non contempla UAV, aerei da trasporto VIP ed eventuali incidenti accorsi durante l'anno della sua pubblicazione. Modifiche giornaliere o mensili che potrebbero portare a discordanze nel tipo di modelli in servizio e nel loro numero rispetto a WAF, vengono apportate in base a siti specializzati, periodici mensili e bimestrali. Tali modifiche vengono apportate onde rendere quanto più aggiornata la tabella.
| Aeromobile   | Origine | Tipo               | Versione (denominazione locale) | In servizio (2023) | Note | Immagine |
| Elicotteri   |         |                    |                                 |                    |      |          |
| Mil Mi-8 Hip | Russia  | elicottero utility | Mi-8                            | 1                  | 2    |          |

## Basi
Il Royal Bhutan Army mantiene un accampamento a Zompelri, che è un avamposto di confine sotto il controllo del I Stormo dell'esercito a Tendruk, Samtse.